# Coreorgonal monoceros
Coreorgonal monoceros là một loài nhện trong họ Linyphiidae.
Loài này thuộc chi Coreorgonal. Coreorgonal monoceros được Eugen von Keyserling miêu tả năm 1884.